# Meti Fufeci
Meti Fufeci (llatí: Mettius Fufetius) va ser el darrer rei d'Alba Longa.
Segons Tit Livi, l'anterior rei, Gai Cluïli, tot just havia mort quan començava la guerra contra Roma, i els albans van buscar una persona amb gran fama i valentia que els dirigís en la lluita. D'aquesta manera el proclamaren rei d'Alba Longa quan era el cap de l'exèrcit albà.
La primera decisió que va prendre com a monarca va ser la de demanar una entrevista amb el rei de Roma Tul·lus Hostili. Durant la trobada, li oferí una aliança per derrotar junts els etruscs, poble que els amenaçava a ambdós. Van acordar dirimir les seves diferències mitjançant un duel singular en comptes d'enfrontar els dos exèrcits, que hauria debilitat els dos pobles enfront dels etruscs. Així, un noble d'Alba Longa, Sicini, tenia dues filles bessones que havia casat amb un albà, Curiaci, i amb un romà, Horaci, respectivament. Les dues joves havien parit el mateix dia trigèmins cadascuna. Els dos reis, Fufeci i Hostili, acordaren que els trigèmins de totes dues ciutats lluitarien entre ells, puix que cap duel no podia ser més igualat que aquest. El resultat va ser que moriren els tres romans i dos albans, de manera que Alba Longa va guanyar la batalla, van pactar la pau i l'exèrcit romà es posà al servei de l'albà.
Poc després, Roma va ser atacada pels exèrcits de Fidenes i Veies, aliades etrusques. Hostili va demanar ajuda a Meti. Aquest entrà a Roma per ajudar el seu aliat, però un cop dins la ciutat, va trair els romans i va intentar conquerir-la. L'exèrcit romà es defensà i va aconseguir el control de Roma, cosa que obligà els tres exèrcits atacants a retirar-se.
Els soldats romans van atrapar el rei d'Alba Longa Meti Fufeci durant la fugida. Reuniren a tota la població albana i els informaren que Hostili havia signat un decret pel qual s'ordenava «traslladar-los [als albans] a tots a Roma, concedir-los el dret de ciutadania, nomenar senadors als principals, construir una sola ciutat i restituir la seva primitiva unitat de l'estat albà que en altres temps havia estat dividit en dos Alba Longa i Roma». Seguidament lligaren el rei Meti Fufeci a dues quadrigues que van estirar-lo en sentits oposats fins a partir el seu cos en dos.
L'endemà va començar l'èxode dels albans cap a Roma mentre els exèrcits romans van arrasar completament Alba Longa.